# Weinbergs-Traubenhyazinthe
Die Weinbergs-Traubenhyazinthe (Muscari neglectum), auch Übersehene Traubenhyazinthe oder Verkannte Traubenhyazinthe genannt, ist eine Pflanzenart aus der Gattung der Traubenhyazinthen (Muscari) in der Familie der Spargelgewächse (Asparagaceae).

## Beschreibung

### Vegetative Merkmale
Die Weinbergs-Traubenhyazinthe ist eine ausdauernde krautige Pflanze, die Wuchshöhen von meist 10 bis 20 (4 bis 30) Zentimetern erreicht. Die Zwiebel ist ungefähr 1 Zentimeter dick, hat eine braune Hülle, und bildet zahlreiche Nebenzwiebeln. Der Stängel ist rund und kahl. Die selten zwei, meist drei bis sieben Laubblätter bilden eine grundständige Rosette. Die einfache Blattspreite ist bei einer Länge von 15 bis 40 Zentimetern sowie einer Breite von 0,2 bis 0,8 Zentimetern linealisch, ausgebreitet bis niederliegend, rinnig, rein grün, am und oberen Ende absterbend.

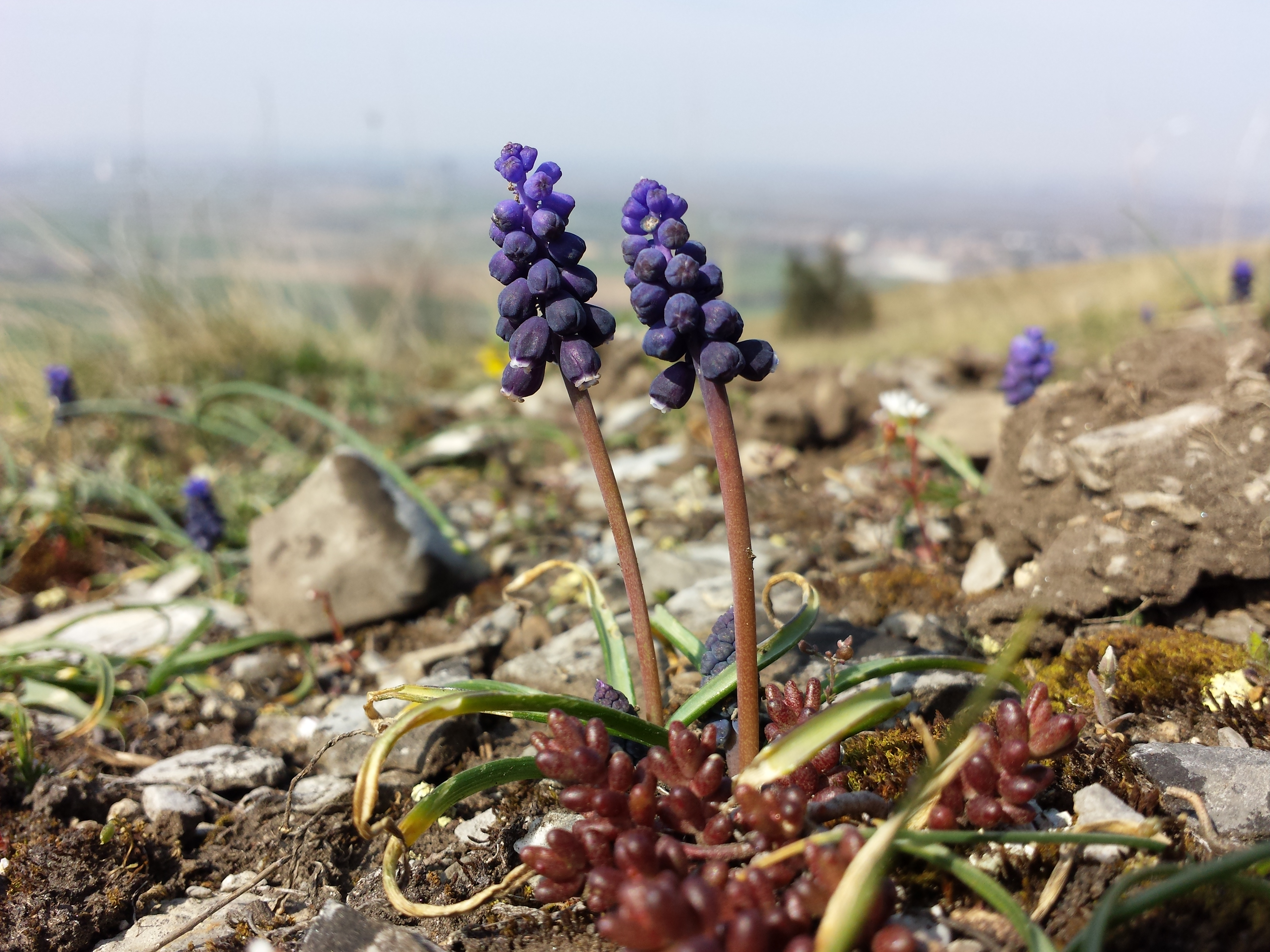
Weinbergs-Traubenhyazinthe (Muscari neglectum)

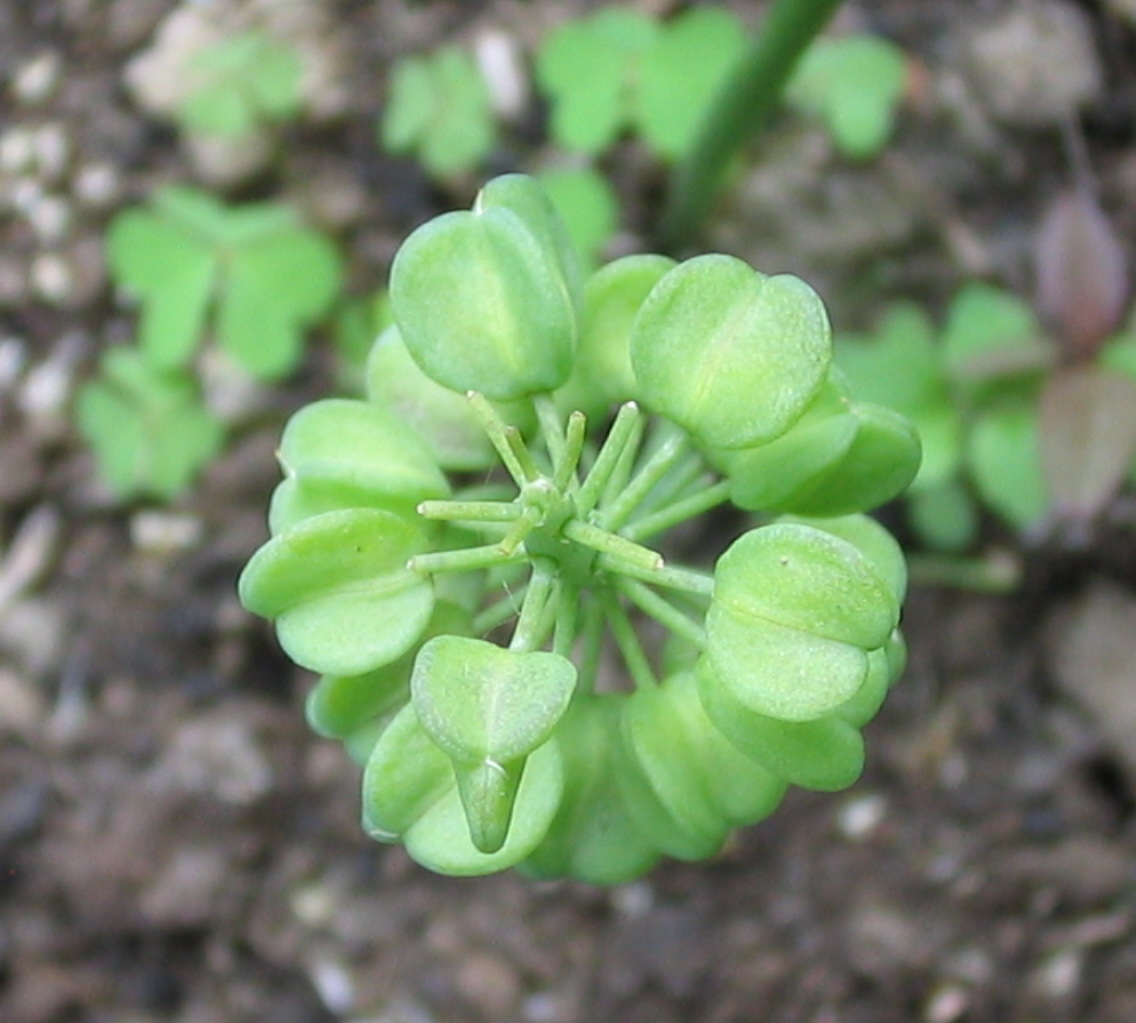
Weinbergs-Traubenhyazinthe (Muscari neglectum), Fruchtstand

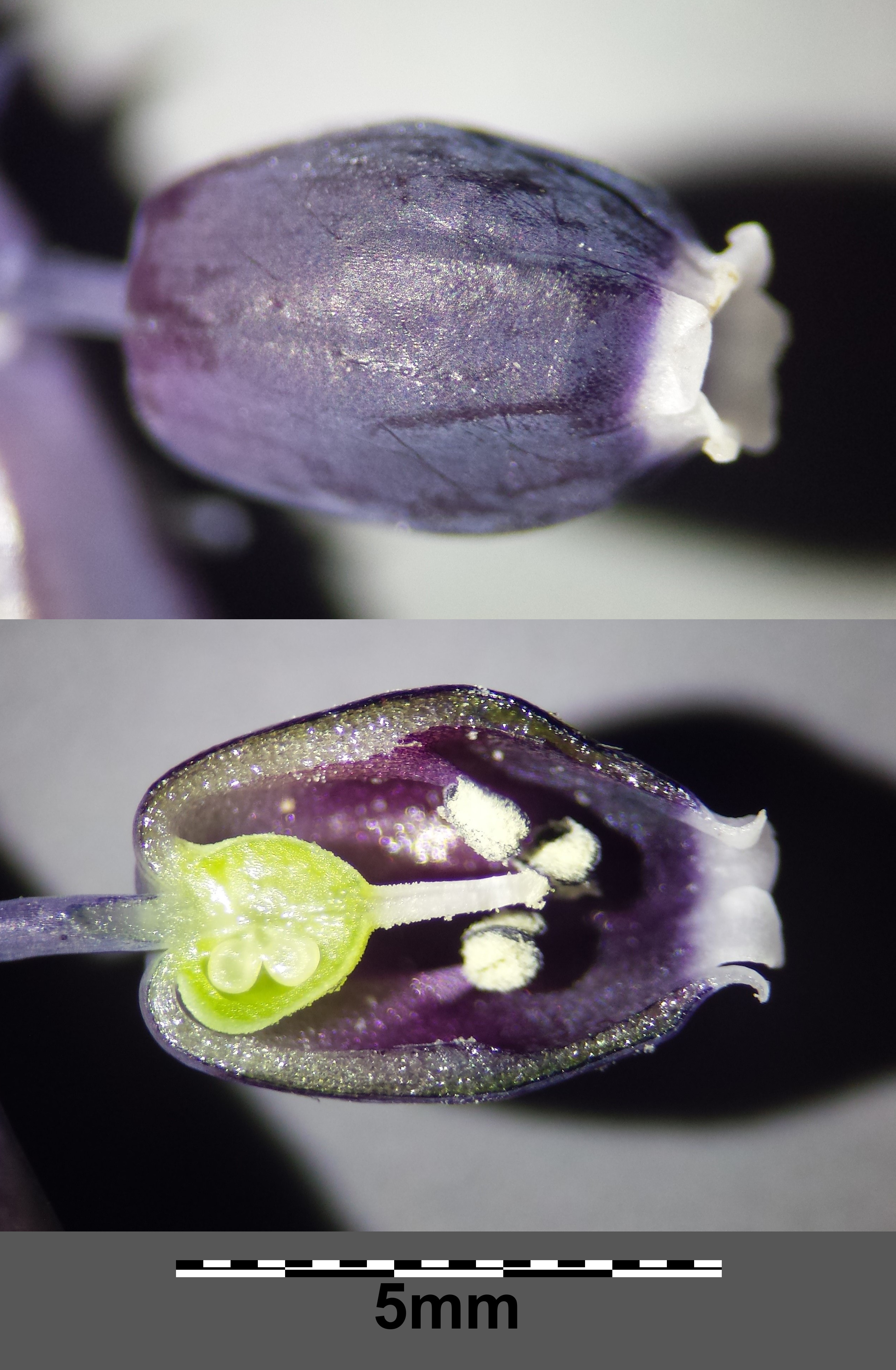
Fertile Blüte (unten aufgeschnitten)

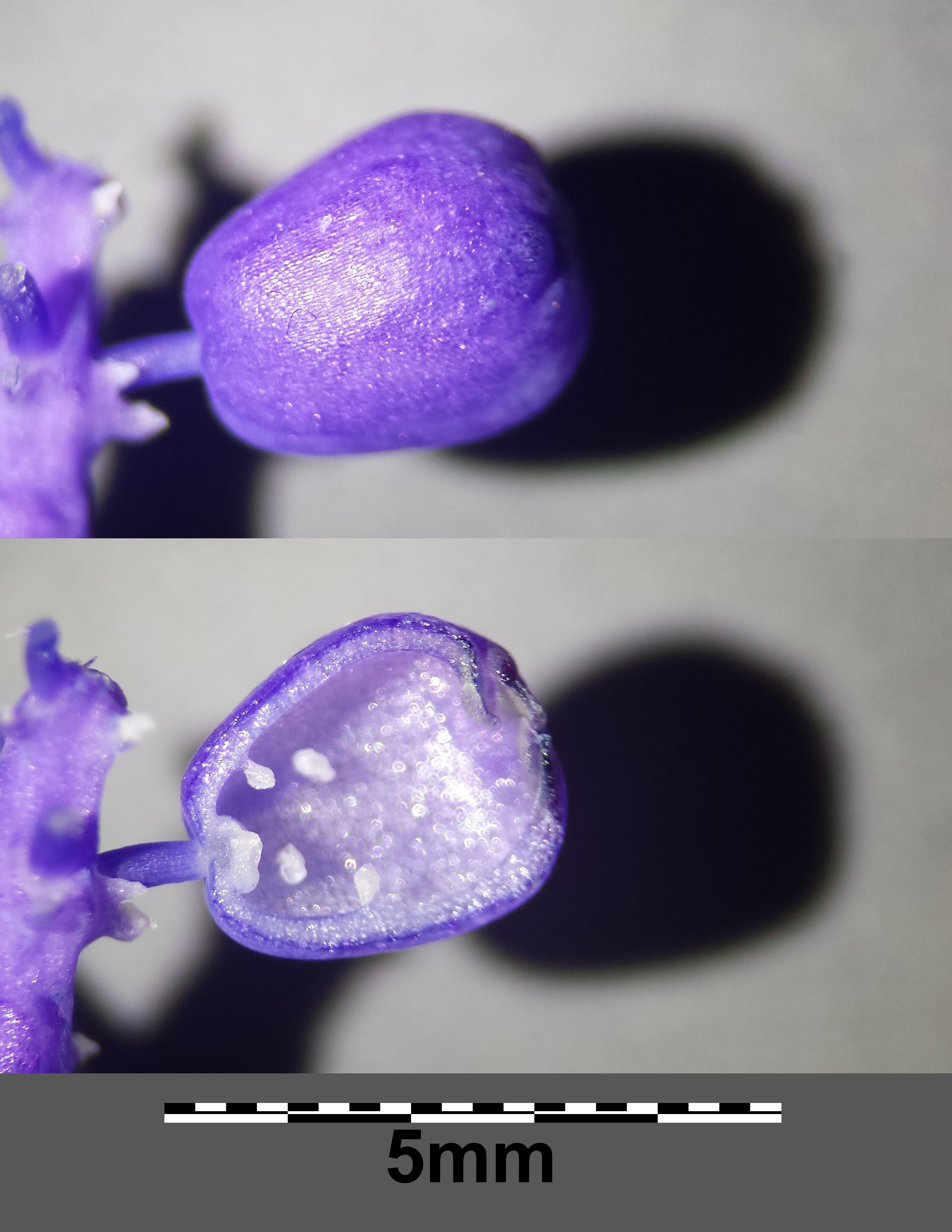
Sterile Blüte (unten aufgeschnitten)

### Generative Merkmale
Die Blütezeit reicht von März bis Mai. Der dichte, 2 bis 6 Zentimeter lange, traubige Blütenstand enthält schwarzblaue fertile Blüten sowie kleinere, blassere sterile Blüten darüber. Die fertilen Blüten sind eiförmig, an der Vorderseite verengt, messen 3,5 bis 7,5 × 1,5 bis 3,5 Millimeter und duften. Sie haben einen Saum aus sechs kleinen, weißen Zähnen und sind durch abstehende bis hängende Stiele mit dem Stängel verbunden.
Die Chromosomenzahl beträgt 2n = 18, 36, 45, 54 oder 72.

## Ökologie
Die Weinbergs-Traubenhyazinthe ist eine herbstfrühjahrsgrüne Zwiebelpflanze. Die Bestäubung erfolgt durch Insekten. Die Samen verbreiten sich durch Autochorie (Selbstausbreitung), Endochorie (Verdauungsausbreitung) und Anemochorie (Windausbreitung).

### Parasiten
In Kroatien wurden die beiden parasitischen Pilzarten Antherospora vaillantii und Urocystis muscaridis an Muscari neglectum gefunden.

## Vorkommen
Die Weinbergs-Traubenhyazinthe kommt ursprünglich vom Mittelmeergebiet bis Afghanistan und Pakistan vor. Im südlichen Mittel- und Westeuropa sowie in den USA wurde sie eingebürgert. In Deutschland gilt sie als Archäophyt. Sie wächst in Mitteleuropa in Wäldern, Weiden, Weinbergen und auf Felsen. Sie ist gebietsweise eine Charakterart des Geranio-Allietum vinealis aus dem Verband Fumario-Euphorbion, kommt aber auch in anderen Gesellschaften diese Verbands oder in denen des Convolvulo-Agropyrion oder Mesobromion vor.

## Taxonomie
Die Erstbeschreibung von Muscari neglectum erfolgte 1841 in Ann. Civili Regno Due Sicilie, Band 26, S. 49. Synonyme für Muscari neglectum Guss. ex Ten. sind: Botryanthus neglectus (Guss. ex Ten.) Kunth, Hyacinthus neglectus (Guss. ex Ten.) E.H.L.Krause, Muscari racemosum var. neglectum (Guss. ex Ten.) St.-Lag., Hyacinthus racemosus L., Muscari atlanticum Boiss. & Reut., Muscari bootanensis Griff., Muscari breviscapum (Tod.) N.E.Br., Muscari bucharicum Regel, Muscari compactum Baker, Muscari dolioliforme Sobko, Muscari elwesii Baker, Muscari flaccidum O.Schwarz, Muscari fontqueri Sennen, Muscari granatense Freyn, Muscari grandifolium Baker, Muscari grossheimii Schchian, Muscari letourneuxii Boiss., Muscari leucostomum Woronow, Muscari macranthum Freyn, Muscari mordoanum Heldr., Muscari neumayeri (Heldr.) Boiss., Muscari nivale Stapf, Muscari odoratum Montandon, Muscari populeum Braun-Blanq. & Maire, Muscari racemosum (L.) Medik. nom. illeg., Muscari skorpili Velen., Muscari speciosum Marches., Muscari strangwaysii Ten., Muscari szovitsianum Rupr. ex Boiss. nom. illeg., Muscari vandasii Velen., Muscari neglectum subsp. atlanticum (Boiss. & Reut.) O.Bolòs & Vigo, Muscari neglectum subsp. odorum O.Bolòs & Vigo, Muscari neglectum subsp. speciosum (Marches.) Garbari, Muscari botryoides var. bucharicum Regel, Muscari grandifolium var. populeum (Braun-Blanq. & Maire) Maire, Muscari grandifolium var. rifanum Maire, Muscari neglectum var. atlanticum (Boiss. & Reut.) Maire, Muscari neglectum var. fontqueri (Sennen) O.Bolòs & Vigo, Muscari neglectum var. valentinum (Pau) O.Bolòs & Vigo, Muscari racemosum var. alpinum Fiori.

## Nutzung
Die Weinbergs-Traubenhyazinthe wird verbreitet als Zierpflanze in Rabatten und Umrandungen genutzt. Sie ist seit spätestens 1568 in Kultur, vermutlich aber schon viel länger.